# Абсолютные новички
«Абсолютные новички» (англ. Absolute Beginners) — британский музыкальный фильм 1986 года, экранизация одноимённой книги Колина Макиннеса, о жизни в Лондоне, в конце 1950-х. Режиссёром фильма выступил Джулиен Темпл, в главных ролях снялись Дэвид Боуи и Шаде Аду, а также Пэтси Кенсет, для которой роль в этом фильме стала самой заметной на тот момент. Дебютный показ фильма состоялся вне основной конкурсной программы Каннского кинофестиваля 1986 года.
После выхода фильма, 18 апреля 1986 года, «Новички» испытали огромный охват британскими СМИ. В то время британская киноиндустрия воспринималась на грани коллапса (после недавнего провала фильма «Революция»). Тем не менее, лента подверглась резкой критике со стороны прессы, что обернулось коммерческим провалом. Некоторые из замечаний критиков касались стилистических анахронизмов, таких как мини-юбка и музыка, более походившая по духу 1980-м (таких исполнителей, как The Style Council и Sade), а также переделанный персонаж Кенсет (в книге её героиня, Креп Сазетт, была изображена как неразборчивая девушка, увлекавшаяся чернокожими парнями) и кандидатура Боуи, который поставил условие — внести свой музыкальный вклад в картину.
Впоследствии «Новички» получили статус культового фильма, в частности из-за его саундтрека. Некоторые люди представляют фильм как британский аналог американского фильма «Улицы в огне» (1984), который был стилизованным ретро-рок фильмом с примечательным саундтреком и который также постиг коммерческий провал.
Коммерческий провал «Новичков» (и ещё одного фильма выпущенного примерно в то же время, «Миссия») привёл к краху одной из самых крупных британских киностудий Goldcrest Films.

## Сюжет
Действие фильма разворачивается в 1958 году, в послевоенном Лондоне. Мир ещё не сотрясла слава «Beatles» и «Rolling Stones», поп-культура эволюционирует от джаза 1950-х годов к раннему року нового поколения на стыке 50-х — 60-х годов. Основная сюжетная линия включает эпизоды лондонских расовых бунтов 1958 года.
Молодой фэшн-фотограф Колин (О’Коннел) влюбляется в начинающую модельершу Креп Сазетт (Кенсет), но она интересуется только своей карьерой. Колин пытается завоевать её расположение, следуя своей цели. Тем временем, в окрестностях Лондона нарастает расовое напряжение.

## Саундтрек
Оригинальный саундтрек к фильму, был выпущен одновременно с началом рекламы фильма. Наряду со множеством музыки, созданной снявшимися в картине музыкантами, основная партитура была написана Джилом Эвансом. Титульная композиция Дэвида Боуи, а также песня Рэя Дэвиса «Quiet Life» и песни The Style Council были выпущены в качестве синглов. Композиции с 11 по 18 вышли эксклюзивно на компакт-диске.
Список композиций
1. Absolute Beginners — Дэвид Боуи — 8:03
2. «Killer Blow» — Sade — 4:37
3. «Have You Ever Had It Blue?» — The Style Council — 5:37
4. «Quiet Life» — Рей Дэвис — 2:56
5. «Va Va Voom» — Джил Эванс — 3:26
6. «That’s Motivation» — Дэвид Боуи — 4:14
7. «Having It All» — Eighth Wonder с участием Пэтси Кенсет — 3:08
8. «Rodrigo Bay» — Working Week[англ.] — 3:32
9. «Selling Out» — Слим Гэиллард[англ.] — 3:36
10. «Riot City» — Джерри Дэммерс[англ.] — 8:29
11. «Boogie Stop Shuffle (Rough And The Smooth)» — Джил Эванс — 3:00
12. «Ted Ain’t Ded» — Tenpole Tudor — 2:35
13. «Volare (Nel Blu Dipinito Di Blu)» — Дэвид Боуи — 3:13
14. «Napoli» — Клайв Лэнджер[англ.] — 4:08
15. «Little Cat (You’ve Never Had It So Good)» — Jonas — 2:19
16. «Better Git It In Your Soul (The Hot And The Cool)» — Джил Эванс — 1:49
17. «So What? (Lyric Version)» — Smiley Culture[англ.] — 4:18
18. «Absolute Beginners (Refrain)» — Джил Эванс — 1:41

Двухленточная кассета (Virgin TCVD 2514) содержала на 4 трека больше.
Сторона A:
1. «Absolute Beginners», David Bowie (David Bowie)
2. «Killer Blow», Sade (Stabbins, Adu, Booth)
3. «Have You Ever Had It Blue?», The Style Council (Paul Weller, arranged by David Bedford)
4. «Quiet Life», Ray Davies (Ray Davies)
5. «Va Va Voom», Gil Evans (Gil Evans)
6. «That’s Motivation», David Bowie (David Bowie)
7. «Having It All», Eighth Wonder featuring Patsy Kensit (Godson, Beauchamp, P. Kensit)
8. «Rodrigo Bay», Working Week (Stabbins, Booth)
9. «Selling Out», Slim Gaillard (Temple, Gaillard, Taylor)
10. «Riot City», Jerry Dammers (Jerry Dammers)

Сторона B:
1. «Boogie Stop Shuffle (Rough And The Smooth)», Gil Evans (Mingus)
2. «Ted Ain’t Ded», Tenpole Tudor (Tudorpole, Temple)
3. «Volare (Nel Blu Dipinito Di Blu)», David Bowie (Modugno, Migliacci)
4. «Napoli», Clive Langer (Langer, Temple)
5. «Little Cat (You’ve Never Had It So Good)», Jonas (24) (Nick Lowe)
6. «Absolute Beginners (Slight Refrain)», Gil Evans (David Bowie)
7. «Better Git It In Your Soul (The Hot And The Cool)», Gil Evans (Mingus)
8. «Landlords And Tenants», Laurel Aitken (Laurel Aitken)
9. «Santa Lucia», Ekow Abban (Ekow Abban)
10. «Cool Napoli», Gil Evans (Langer, Temple)
11. «So What? (Lyric Version)», Smiley Culture (Miles Davis, Smiley Culture)
12. «Absolute Beginners (Refrain)», Gil Evans (David Bowie)